# Manuel José da Costa Felgueiras Gaio
Manuel José da Costa Felgueiras Gaio (Barcelos, Barcelos, 17 de junho de 1750 – Ponte de Lima, Vitorino dos Piães, 21 de novembro de 1831) foi um dos mais importantes genealogistas portugueses em geral, e dos séculos XVIII e XIX em particular. Era membro da nobreza e proprietário de terras. Foi juiz de Barcelos e autor do Nobiliário de Famílias de Portugal, obra composta em 33 volumes e legada à Santa Casa de Misericórdia de Barcelos.

## Família
Era filho de Nicolau da Costa Correia (Barcelos, Barcelinhos, 23 de Setembro de 1748) e de sua mulher Antónia Maria Felgueiras Gaio (30 de Agosto de 1712 - ?). Era neto paterno de Manuel Álvares Tomé da Fonseca e de sua mulher Benta Correia da Costa e neto materno de José de Gouveia de Mendanha e de sua mulher Francisca Felgueiras de Valadares, sendo por esta bisneto matrilineal de Carlos Ferreira de Macedo e de sua mulher Briolanja Felgueiras Gaio.

## Biografia e obra
Entre as mais importantes obras sobre genealogia que escreveu encontra-se o “Nobiliário de Famílias de Portugal” edição composta por 33 volumes. Este importante trabalho genealógico ainda em formato manuscrito foi legado à Santa Casa da Misericórdia de Barcelos e só veio a ser impresso em meados do século XX, apenas com mais uma reedição na segunda metade do mesmo século.
Trabalhou durante os reinados de D. Maria I e D. Pedro III, D. João VI e D. Miguel I, do qual era partidário. Exerceu o cargo de juiz na cidade de Barcelos e foi Senhor e Administrador dos Morgados dos Felgueiras Gaio em Vila do Conde. Foi senhor de vários solares, como foi o caso da Casa da Torre Velha, e da Casa do Paço, em Vitorino dos Piães, onde morreu.
Pelo lado materno, era parente de ambos os pais do 1.º Visconde de Fervença, Carlos Alberto Machado Pais de Araújo Felgueiras Gaio (1865-1912).

## Descendência
Nunca casou, mas teve uma filha natural, Maria das Dores da Costa Felgueiras Gaio (baptizada em Ponte de Lima, Cabaços, a 30 de Setembro de 1817 – Barcelos, Carvalhas, 28 de Junho de 1877), casada (Barcelos, Silveiros, 9 de Novembro de 1835) com seu parente Clemente Ferreira de Macedo de Faria Gaio (Barcelos, Carvalhas, 26 de Setembro de 1796 – Barcelos, Carvalhas, 30 de Outubro de 1868), de quem teve onze filhos e filhas. 
Um deles, de seu nome Caetano Ferreira de Macedo de Faria Gaio (1848-1912), que casou com Maria do Carmo de Vilhena de Abreu e Lima, viria a herdar a Casa da Torre Velha, em Famalicão.